# Alexander Ploner
Alexander Ploner (Brunico, 10 luglio 1978) è un allenatore di sci alpino ed ex sciatore alpino italiano.

## Biografia

### Carriera sciistica

#### Stagioni 1995-2006
Specialista dello slalom gigante originario di San Vigilio di Marebbe, l'atleta ladino iniziò a partecipare a gare FIS nel gennaio del 1995. Esordì in Coppa Europa il 13 dicembre 1997 a Obereggen e in Coppa del Mondo il 9 dicembre 2001 nello slalom gigante di Val-d'Isère; il 18 gennaio 2002 ottenne a Saas-Fee la sua prima vittoria, nonché primo podio, in Coppa Europa. Da allora partecipò regolarmente ai giganti di Coppa del Mondo fino al 2006, conquistando tre piazzamenti tra i primi quindici e l'unico podio della sua carriera: il 28 febbraio 2004 si piazzò 3º a Kranjska Gora dietro a Bode Miller e ad Alberto Schieppati.
Oltre all'esordio in Coppa del Mondo, nella stagione 2001-2002 debuttò anche ai Giochi olimpici invernali, senza concludere lo slalom gigante a Salt Lake City 2002 (dopo un'ottima prima manche, chiusa al sesto posto, uscì nella seconda frazione di gara), e conquistò la prima vittoria, nonché primo podio, in Coppa Europa, il 18 gennaio a Saas-Fee.

#### Stagioni 2007-2015
Dopo la stagione 2006-2007, che lo vide quasi completamente assente dalla Coppa del Mondo a causa di un infortunio, Ploner fece fatica a trovare posto nella nazionale maggiore. Nel 2008-2009 però tornò a essere competitivo in Coppa Europa, raccogliendo risultati che gli permisero di tornare a gareggiare in anche Coppa del Mondo e di essere convocato per i Mondiali di Val-d'Isère 2009, sua unica presenza iridata: in terra francese nella prova di slalom gigante riuscì a ottenere l'8º posto nella gara vinta dalla svizzero Carlo Janka. Sempre nel 2009 colse anche la sua ultima vittoria, il 19 febbraio a Monte Pora, e il suo ultimo podio, il 13 marzo a Crans-Montana (3º), in Coppa Europa.
Ai XXI Giochi olimpici invernali di Vancouver 2010, sua ultima presenza olimpica, sempre nello slalom gigante chiuse al 18º posto. Si ritirò al termine della stagione 2014-2015; disputò la sua ultima gara in Coppa del Mondo il 7 dicembre a Beaver Creek, senza completarla, e la sua ultima gara in carriera fu lo slalom gigante dei Campionati italiani 2015, il 25 marzo a Tarvisio, non completato da Ploner.

### Carriera da allenatore
Dopo il ritiro è divenuto allenatore nei quadri della Federazione italiana sport invernali, occupandosi del settore giovanile maschile.

## Palmarès

### Mondiali militari
- 2 medaglie:
  -  2 ori[senza fonte]

### Coppa del Mondo
- Miglior piazzamento in classifica generale: 44º nel 2010
- 1 podio:
  - 1 terzo posto

### Coppa Europa
- Miglior piazzamento in classifica generale: 6º nel 2004
- Vincitore della classifica di slalom gigante nel 2004 e nel 2009
- 11 podi (tutti in slalom gigante):
  - 5 vittorie
  - 2 secondi posti
  - 4 terzi posti

#### Coppa Europa - vittorie
| Data             | Località               | Paese    | Specialità |
| ---------------- | ---------------------- | -------- | ---------- |
| 18 gennaio 2002  | Saas-Fee               | Svizzera | GS         |
| 5 marzo 2004     | Pas de la Casa         | Andorra  | GS         |
| 6 marzo 2004     | Pas de la Casa         | Andorra  | GS         |
| 11 dicembre 2008 | San Vigilio di Marebbe | Italia   | GS         |
| 19 febbraio 2009 | Monte Pora             | Italia   | GS         |

Legenda:

GS = slalom gigante

### Campionati italiani
- 5 medaglie[5]:
  - 2 ori (slalom gigante nel 2000; slalom gigante nel 2009)
  - 2 argenti (slalom gigante nel 2004; slalom gigante nel 2010)
  - 1 bronzo (slalom gigante nel 2013)